# Bözbergbahn
La Bözbergbahn è una linea ferroviaria della Svizzera che collega Basilea a Zurigo. Prende nome dalla galleria del Bözberg, un tunnel ferroviario nel cantone di Argovia sotto il passo del Bözberg tra Effingen e Schinznach-Dorf. Costruita tra 1870 e 1875, è uno dei più importanti itinerari merci tra Germania e Italia attraverso il Gottardo; la sua lunghezza è di 88,4 km, è a doppio binario ed è elettrificata a corrente alternata monofase a 15 kV, 16,7 Hz (dati del 2010); va da Basilea attraverso il Giura fino alla Valle dell'Aare. Il percorso attraversa Pratteln, Rheinfelden, Stein-Säckingen e Frick e attraverso il tunnel del Bözberg arriva fino a Brugg e Baden da dove prosegue per Zurigo. Brugg è un importante nodo di connessione con Zurigo via Baden e alla linea del Gottardo mediante la Aargauische Südbahn.

## Storia
Le prime idee di collegamento ferroviario tra Zurigo e Basilea via Laufenburg risalgono al 1836. La tratta tra Zurigo e Baden venne realizzata e aperta il 9 agosto 1847 dalla compagnia Schweizerische Nordbahn. In seguito il governo cantonale argoviese ne propose il proseguimento fino a Basilea, via Brugg e il Bözbergpass.
Nel 1858 la compagnia ferroviaria Schweizerische Centralbahn aprì al traffico una linea da Brugg a Olten, connettendo così Basilea con la linea dell'Hauenstein. Contemporaneamente la linea Zurigo-Baden venne allacciata alla rete della Centralbahn nella stazione di Brugg.
La costruzione dell'itinerario alternativo conosciuto come Bözbergbahn (BöB) iniziò nel 1870 e fu completato ed attivato il 2 agosto 1875, attraverso il passo di Bözberg e la valle di Frick, mediante un tunnel della lunghezza di 2.526 m; l'opera venne realizzata in joint venture tra Centralbahn e Nordostbahn. La linea misurava 49 km ed era circa 8 km più breve di quella via Olten. I treni utilizzavavo il percorso della Centralbahn tra Basilea e Pratteln e quello Nordostbahn tra Brugg e Zurigo. Il tracciato della linea fu inizialmente realizzato, a semplice binario, mentre le strutture ingegneristiche erano già predisposte per una seconda corsia da allestire successivamente. La pendenza massima del percorso è del 14‰ sul Bözbergrampen. Oltre alla galleria del Bözberg, lunga 2.526 metri, il ponte sull'Aare sopra Brugg, che attraversa la gola dell'Aare in una lunga curva, è la struttura più complessa della linea ferroviaria.
Nel 1895 la tratta Pratteln-Stein-Säckingen venne raddoppiata ma, fino al 1902, quando la linea venne inglobata nelle FFS, non venne fatto ulteriore raddoppio. Nel novembre 1904 fu completata la tratta da Stein-Säckingen a Frick, nell'aprile 1905 la rampa est del tunnel Bözberg da Brugg a Schinznach-Dorf e nel settembre 1905 anche la tratta dalla stazione di Schinznach-Dorf attraverso il tunnel fino a Effingen nel Fricktal e fino a Frick. Il 18 ottobre 1926 le FFS completarono l'elettrificazione dell'intero percorso da Pratteln a Brugg.

## Percorso
|  | Continuation backward | Water | Continuation backward |  |

|  | Restricted border on track | Water | Straight track |  |

|  | Straight track | Water | Unknown route-map component "S+BHF" |  |

|  | Straight track | Water | Unknown route-map component "mKRZo" |  |

|  | Straight track | Water | Unknown route-map component "ABZgl" | Unknown route-map component "CONTfq" |

|  | Straight track | Water | Unknown route-map component "ABZgl" | Unknown route-map component "CONTfq" |

|  | Straight track | Water | Restricted border on track |  |

|  | Straight track | Unknown route-map component "WASSERl" | Unknown route-map component "hKRZWae" |  |

|  | Unknown route-map component "SPLa" |  | Unknown route-map component "mKRZo" |  |

|  | Unknown route-map component "vBHF-KBHFe" |  | Straight track |  |

|  | Unknown route-map component "vKBHFe-KBHFa" |  | Straight track |  |

|  | Unknown route-map component "SHI1+l" |  | Straight track |  |

| Unknown route-map component "CONTgq" | Unknown route-map component "ABZgr" |  | Straight track |  |

|  | Unknown route-map component "mKRZu" |  | Straight track |  |

|  | Straight track |  | Straight track |  |

|  | Unknown route-map component "ABZgl" | Unknown route-map component "umKRZo" | Unknown route-map component "ABZgr" |  |

|  | Unknown route-map component "mKRZu" | Unknown route-map component "uSTRr" | Straight track |  |

|  | Unknown route-map component "hKRZWae" |  | Unknown route-map component "hKRZWae" |  |

| Unknown route-map component "CONTgq" | Unknown route-map component "ABZg+r" |  | Straight track |  |

|  | Unknown route-map component "ABZg+l" | Transverse track | One way rightward |  |

|  | Unknown route-map component "SHST" |

|  | Unknown route-map component "ABZgl" | Unknown route-map component "STR+r" |  |  |

|  | Unknown route-map component "tSTRa" | Straight track |  |  |

|  | Unknown route-map component "tSTR" | Unknown route-map component "SHST" |  |  |

| 8,3  |
| 80,1 |

|  | Unknown route-map component "tSTR" | Unknown route-map component "ABZgl" | Unknown route-map component "STR+r" |  |

|  | Unknown route-map component "tSTRe" | Unknown route-map component "SHST" | Straight track |  |

| Unknown route-map component "CONTgq" | Unknown route-map component "ABZqr" | One way rightward | Straight track |  |

|  |  |  | Unknown route-map component "SHST" |

|  |  |  | Unknown route-map component "hKRZWae" |

|  |  |  | Unknown route-map component "SHST" |

|  |  |  | Unknown route-map component "SHST" |

|  |  |  | Unknown route-map component "S+BHF" |

|  |  |  | Unknown route-map component "SHST" |

|  |  |  | Unknown route-map component "SHST" |

|  |  |  | Unknown route-map component "S+BHF" |

|  |  |  | Unknown route-map component "ABZgl" | Unknown route-map component "CONTfq" |

|  |  |  | Unknown route-map component "SHST" |

|  |  |  | Unknown route-map component "S+BHF" |

|  |  |  | Unknown route-map component "eHST" |

|  |  |  | Unknown route-map component "eHST" |

|  |  |  | Unknown route-map component "xSPLa" |

|  |  |  | Unknown route-map component "xtvSTRa" |

|  |  |  | Unknown route-map component "xtvSTR" |

|  |  |  | Unknown route-map component "xtvSTRe" |

|  |  |  | Unknown route-map component "xSPLe" |

|  |  |  | Unknown route-map component "eHST" |

|  |  |  | Enter and exit short tunnel |

|  |  |  | Unknown route-map component "eHST" |

| Transverse water | Transverse water | Transverse water | Unknown route-map component "hKRZWae" | Unknown route-map component "WASSER+r" |

| Unknown route-map component "CONTgq" | Transverse track | Unknown route-map component "STR+r" | Straight track | Water |

| Unknown route-map component "CONTgq" | Unknown route-map component "ABZq+r" | Unknown route-map component "KRZu" | Unknown route-map component "ABZgr" | Water |

|  | One way leftward | Unknown route-map component "ABZg+lr" | One way rightward | Water |

|  |  | Unknown route-map component "S+BHF" | Unknown route-map component "WASSER+l" | Water straight and to right |

|  |  | Small bridge over water | Unknown route-map component "WABZg+r" |  |

|  |  | Straight track | Unknown route-map component "WABZl+l" | Transverse water |

|  |  | Unknown route-map component "ABZg+l" | Unknown route-map component "WBRÜCKE1q" | Unknown route-map component "CONTfq" |

|  |  | Unknown route-map component "SHST" | Water |  |

| Continuation backward |  | Straight track | Water |  |

| Straight track |  | Unknown route-map component "S+BHF" | Unknown route-map component "WASSERl" | Unknown route-map component "WASSER+r" |

| Straight track | Unknown route-map component "exSTR+l" | Unknown route-map component "eABZglr" | Unknown route-map component "exSTR+r" | Water |

| Straight track | Unknown route-map component "exSTR" | Unknown route-map component "tSTRa" | Unknown route-map component "exTUNNEL2" | Water |

| Straight track | Unknown route-map component "exSTR" | Unknown route-map component "tSTR" | Unknown route-map component "exSKRZ-G2BUE" | Water |

| One way leftward | Unknown route-map component "xKRZu" | Unknown route-map component "tKRZ" | Unknown route-map component "xKRZu" | Unknown route-map component "STR+r" |

| Unknown route-map component "exSTR+l" | Unknown route-map component "exSTRr" | Unknown route-map component "tSTRe" | Unknown route-map component "exSTR" | Straight track |

| Unknown route-map component "exSTR" |  | Straight track | Unknown route-map component "exSTR" | Straight track |

| Unknown route-map component "exSTR" | Unknown route-map component "WASSER+l" | Small arched bridge over water | Unknown route-map component "exWBRÜCKE2" | Small arched bridge over water |

| Unknown route-map component "exSTR" | Water | Unknown route-map component "eABZg+l" | Unknown route-map component "exSTRr" | Straight track |

| Unknown route-map component "exSTR" | Water | Unknown route-map component "ABZg+l" | Transverse track | One way rightward |

| Unknown route-map component "exSTR" | Water | Unknown route-map component "SHST" |  |  |

| Unknown route-map component "exSTR" | Water | Unknown route-map component "ABZgl" | Unknown route-map component "CONTfq" |  |

| Unknown route-map component "exSTR" | Unknown route-map component "WASSERl" | Small bridge over water | Unknown route-map component "WASSER+r" |  |

| Unknown route-map component "exSTRl" | Unknown route-map component "exSTRq" | Unknown route-map component "eABZg+r" | Water |  |

|  |  | Unknown route-map component "SHST" | Unknown route-map component "WASSERl" | Unknown route-map component "WASSER+r" |

|  |  | One way leftward | Unknown route-map component "STR+r" | Water |

| Unknown route-map component "CONTgq" | Unknown route-map component "ABZq+r" | Unknown route-map component "STR+r" | Straight track | Water |

|  | Unknown route-map component "ABZg+l" | Unknown route-map component "KRZo" | One way rightward | Water |

|  | One way leftward | Unknown route-map component "ABZg+r" | Unknown route-map component "WASSER+l" | Water straight and to right |

|  |  | Unknown route-map component "SHST" | Water |  |

|  |  | Continuation forward | Water |  |

La linea, partendo dalla stazione di Basilea SBB-CFF-FFS, superata la diramazione per la stazione di Basel Bad, giunge a Muttenz, dove è presente una bretella di collegamento con la stazione di Basel Bad e la linea per Mannheim che consente al traffico merci tra la Germania e l'Italia, attraverso la Aargauische Südbahn e la linea del Gottardo di evitare le operazioni di regresso dalla stazione di Basilea SBB-CFF-FFS. La linea fino a Pratteln ha il percorso comune con quella dell'Hauenstein, che costituisce una strada di accesso alla ferrovia del Gottardo e alla linea del Lötschberg; in seguito alla saturazione del traffico in transito nel 2003 è stata attivata una variante con il Tunnel Adler tra Liestal e Muttenz utilizzata per il traffico veloce passeggeri, alleggerendo la prima sezione a sud-est di Basilea.

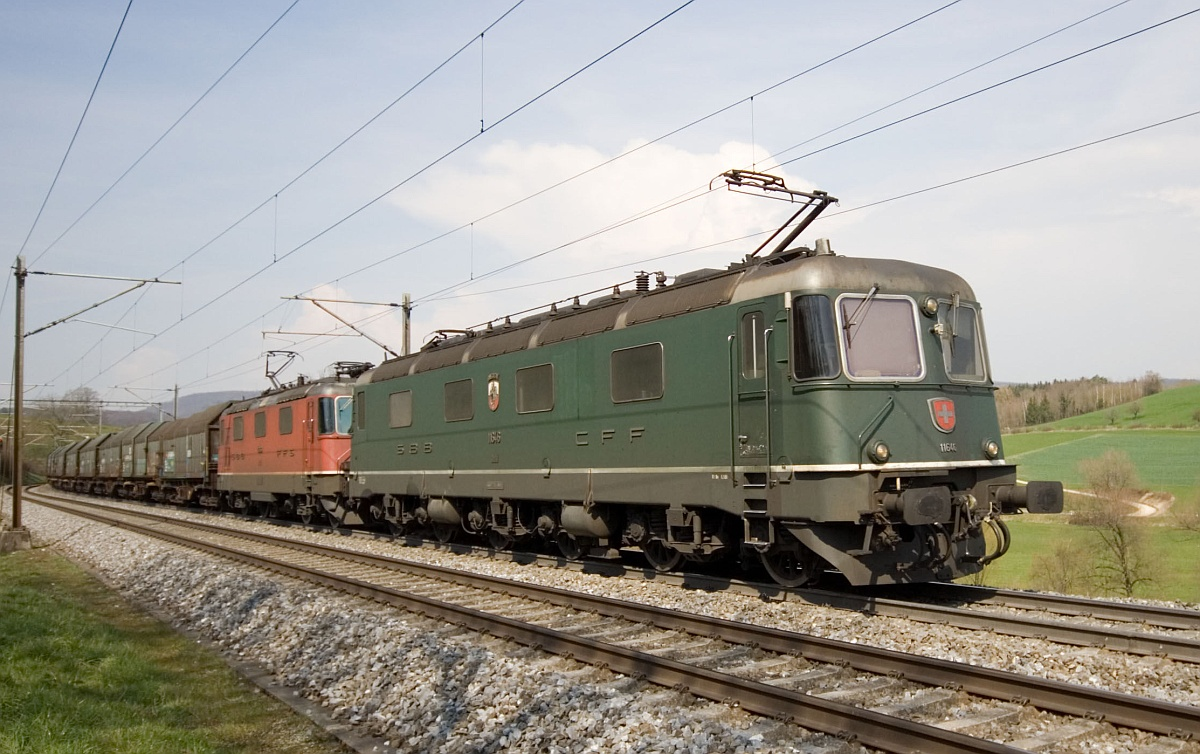
Doppia trazione Re 420 (rossa) Re 620 (verde) nei pressi dell'imbocco nord del Bözbergtunnel

La linea prosegue quindi attraversando Rheinfelden, Stein-Säckingen, dove si dirama la linea per Koblenz via Laufenburg e Frick, per imboccare subito dopo Effingen il portale nord del Bözbergtunnel, per uscire dal portale sud all'ingresso della stazione di Schinznach-Dorf, superata la quale dopo avere attraversato con un viadotto l'Aare raggiunge Brugg, importate dodo ferroviario con la linea per Aarau e Olten, per la Aargauische Südbahn e per Zurigo via Baden.
Immediatamente prima della stazione di Brugg la linea viene scavalcata dalla Verbindungslinie Brugg (linea di collegamento di Brugg), aperta nel 1969, un viadotto lungo circa 500 metri e alto 10,6 che supera i binari della Zurigo-Olten a sud-ovest della stazione di Brugg che permette ai treni merci da o per la Germania, attraverso linea del Bözberg e da o per l'Italia attraverso la Aargauische Südbahn e il Gottardo di evitare le operazioni di regresso da Brugg.
Da Brugg, cittadina attraversata dall'Aar la linea dopo circa due avere attraversa la Reuss su un ponte di pietra, l'SBB Reussbrücke Turgi, il secondo ponte ferroviario più antico ancora in funzione in Svizzera, e dopo che, prima la Reuss e subito dopo la Limmat, confluiscono nell'Aar, il percorso, tranne che per un breve tratto, corre a ovest della Limmat; la linea prosegue quindi in direzione est lungo la Limmat fino a Turgi, dove, da nord, attraverso la bassa valle dell'Aar, confluisce la linea da Coblenza e poi fino a Baden.
Da Baden, poiché il percorso originario a ovest della Limmat si è rivelato inadatto a causa di gravi frane, la Nordostbahn ha optato l'attraversamento della Limmat due volte a nord e a sud di Wettingen e dal 1877 sono entrate in funzione la nuova linea e la stazione di Wettingen, unica stazione ad est della Limmat. La realizzazionw di questa variante del percorso ha comportato la realizzazione dello Schlossbergtunnel, situato immediatamente a sud della stazione di Baden, un tunnel artificiale lungo 80 metri, sostituito a sua volta dal tunnel Kreuzliberg, lungo 988 metri, inaugurato il 1º ottobre 1961 con l'apertura al traffico della variante Wettingen-Baden, perché l'attraversamento della Schulhausplatz a Baden portava a inaccettabili ingorghi dovuti all'aumento del traffico privato. L'apertura del tunnel Kreuzliberg ha permesso l'eliminazione del passaggio a livello e del transito sulla Schulhausplatz.
La linea quindi prosegue fiungendo a nella stazione di Wettingen dove confluisce la linea da Zofingen e si dirama la linea per Effretikon.
Da Wettingen dopo aver transitato dalla stazione di Neuenhof la linea giunge alla stazione di Killwangen-Spreitenbach, dove confluisce la linea da Olten e Aarau attraverso la linea dell'Heitersberg e prosegue per Zurigo

## Traffico
La linea è oggi utilizzata principalmente per il traffico merci che ogni giorno circolano lungo la linea utilizzando anche la linea del San Gottardo, per lo più trainati in doppia trazione (controllo multiplo) con moderne locomotive merci di diverse compagnie ferroviarie o da una   SBB Re 420 e una SBB Re 620 in una composizione denominata Re 10/10 in controllo multiplo.

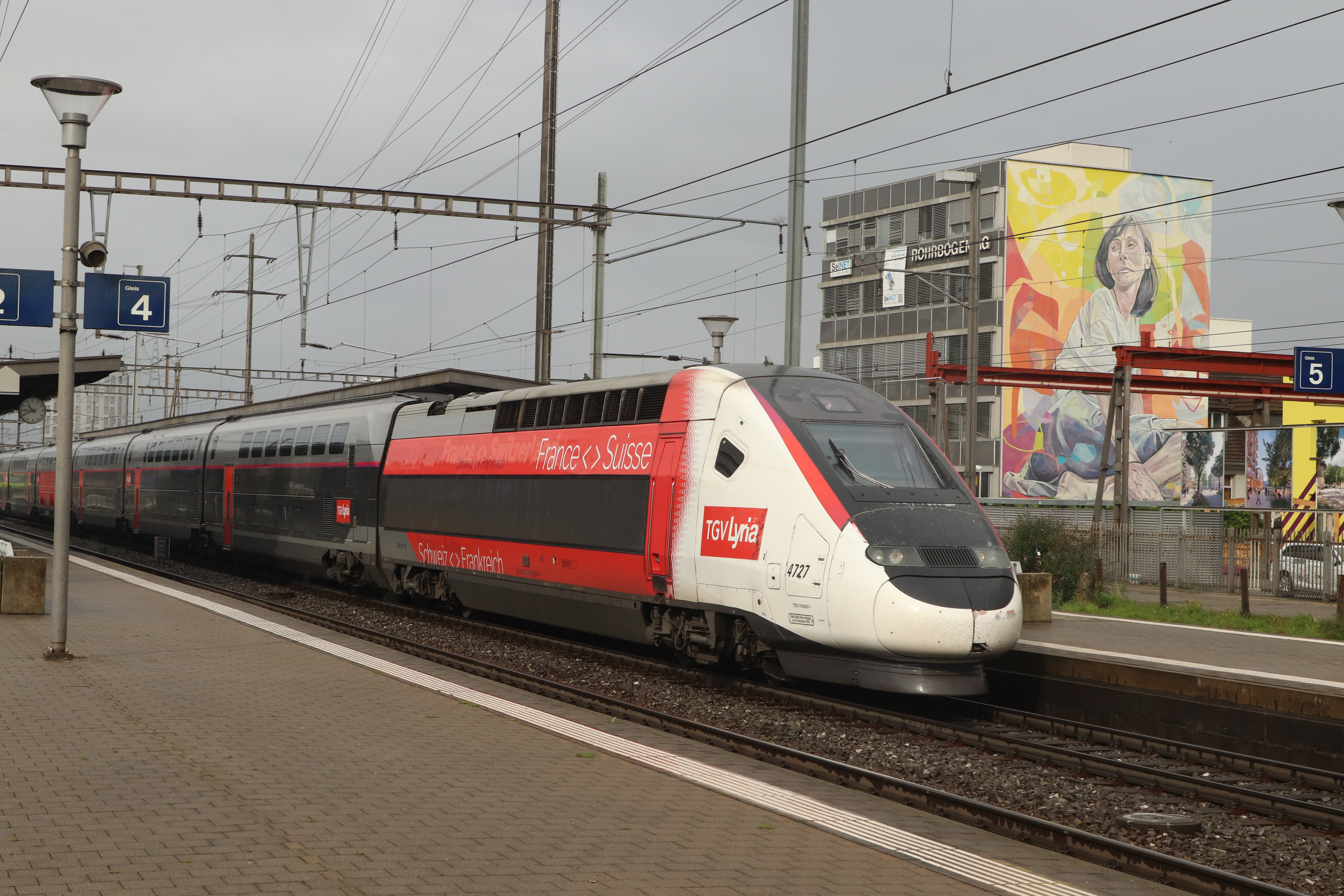
TGV Lyria in transito alla stazione di Pratteln

Tra lo scalo di smistamento di Muttenz e la bassa Fricktal circolano anche treni merci locali, solitamente trainati da locomotive Re 4/4.
I treni espresso tra Basilea e Zurigo utilizzano solitamente la linea dell'Hauenstein. solo gli Interregio sulla tratta Basilea–Zürich HB o tra Basilea e l'aeroporto di Zurigo utilizzano la linea del Bözberg. Fino a dicembre 2016 sulla Bözbergbahn circolavano anche i due treni CityNightLine Zurigo-Berlino/Praga e Zurigo-Amsterdam/Amburgo. Il successore dei treni notturni CNL, il Nightjet Zurigo–Berlino/Amburgo, continua a circolare sulla Bözbergbahn.
Nel 1993 le Ferrovie Federali Svizzere hanno interrotto il traffico regionale sulla linea ferroviaria tra Brugg e Frick. Da allora, i trasporti pubblici in questa zona sono coperti dalla linea di autobus 137 di Postauto Aargau e conseguentemente le stazioni ferroviarie di Hornussen, Effingen e Schinznach-Dorf non sono più servite da servizi ferroviari di linea.
L'ex stazione ferroviaria vicino a Hornussen è stata trasformata in una semplice area di stazione con raccordo e due cambi di corsia in termini di esercizio e sicurezza.
Fino a dicembre 2008, due treni della S-Bahn di Basilea si fermavano ogni giorno alla fermata di Villnachern; la fermata di Villnachern è stata successivamente rimossa e le banchine demolite.

## Nuovo tunnel ferroviario del Bözberg
Il Bözbergtunnel è diventato una struttura chiave del corridoio merci tra la Germania e l'Italia attraverso il Gottardo.
Il tunnel, lungo 2526 metri, corre quasi parallelo al successivo tunnel autostradale della Autostrada A3

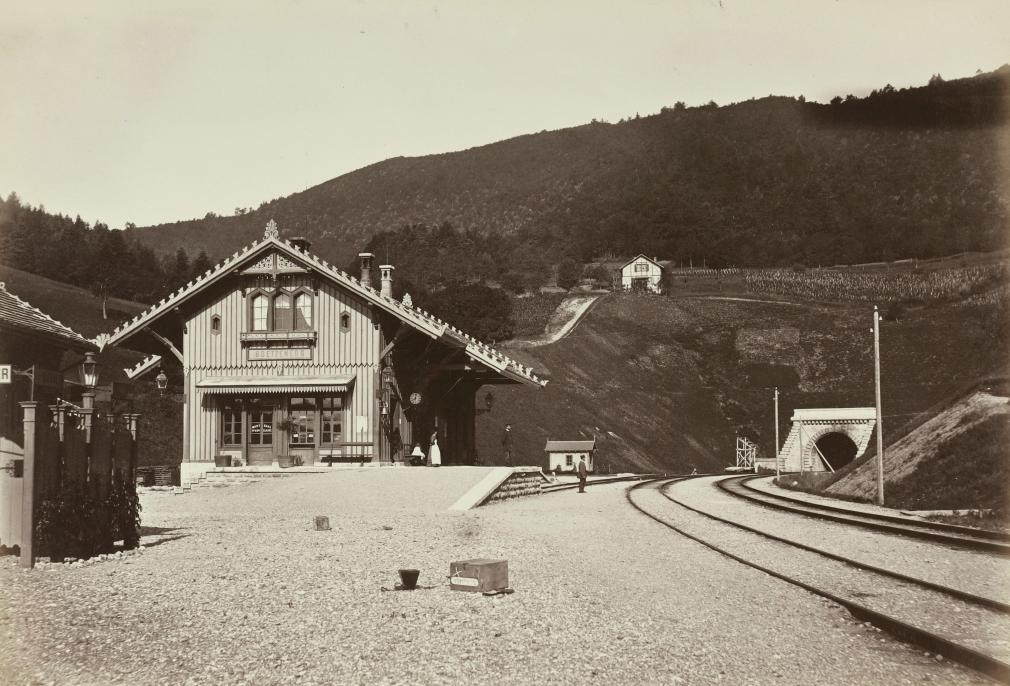
Il portale sud del vecchio tunnel a Bötzberg, oggi Schinznach-Dorf

Il tonnellaggio massimo dei treni sulla linea è di circa 1600 tonnellate. Tuttavia, a partire dal 2010, su incarico delle autorità della Confederazione le FFS hanno realizzato un progetto noto come NEAT (acronimo di "Neue Eisenbahn-Alpentransversale"; letteralmente: "nuove trasversali ferroviarie alpine") che prevede il potenziamento degli assi transalpini del Gottardo e del Lötschberg e allo scopo di aumentare ulteriormente il trasporto merci attraverso la ferrovia, sviluppare il percorso da Basilea al Ticino attraverso il cosiddetto corridoio di 4 metri sull'asse del San Gottardo, in modo che anche i semirimorchi alti quattro metri possano essere trasportati su rotaia. Il nuovo tunnel di Bözberg è il progetto singolo più grande dell'intero corridoio di 4 metri.
La sagoma di carico del tunnel originale è stata ritenuta insufficiente rendendo necessario per le esigenze di questo corridoio un'altezza libera di 4 metri per tutta la sua lunghezza, consentendo il trasporto di treni merci più alti, con conseguente riduzione del numero di autocarri che transitano sulla rete stradale.
Sono stati condotti studi sui lavori correttivi proposti per espandere la sagoma del tunnel, giungendo alla conclusione che i lavori avrebbero avuto una durata di sei anni con un forte impatto sul traffico della linea; ottenne un parere favorevole la costruzione di un secondo tunnel più grande accanto al vecchio tunnel. Dopo il completamento della nuova galleria del Bözberg, la canna originale della vecchia galleria sarebbe stata mantenuta ma modificata per l'accesso alla canna della nuova galleria, destinata a scopi di servizio di soccorso e di sicurezza. A tal fine, la nuova galleria a doppio binario sarebbe stata collegata alla futura galleria di servizio e soccorso tramite cinque collegamenti trasversali.
Il corridoio di 4 metri è un elemento importante della politica svizzera dei trasporti. Per il corridoio di 4 metri sull'asse del San Gottardo, è stato necessario ampliare circa 20 gallerie e apportare 80 adeguamenti alle pensiline, alla linea alettrica e ai sistemi di segnalazione nonché ai cavalcavia. Il Parlamento ha approvato un prestito di 710 milioni di franchi per finanziare il progetto. Il progetto singolo più importante è stata la costruzione del nuovo tunnel di Bözberg nel canton Argovia, per un costo di 350 milioni di franchi. Altri progetti includevano le gallerie Villnachern, Morschach, Svitto, Paradiso/San Martino, Maroggia e Molino.
Il corridoio di 4 metri sull'asse del San Gottardo avvantaggia anche il trasporto passeggeri. Nei prossimi anni le FFS amplieranno costantemente i propri servizi su questa linea. Con la messa in servizio delle gallerie di base del San Gottardo e del Monte Ceneri alla fine del 2016 e alla fine del 2020, il tempo di percorrenza tra la Svizzera tedesca e il Ticino/Italia è stato notevolmente ridotto. Ad esempio adesso il tempo di percorrenza tra Lugano e Zurigo è inferiore a due ore.

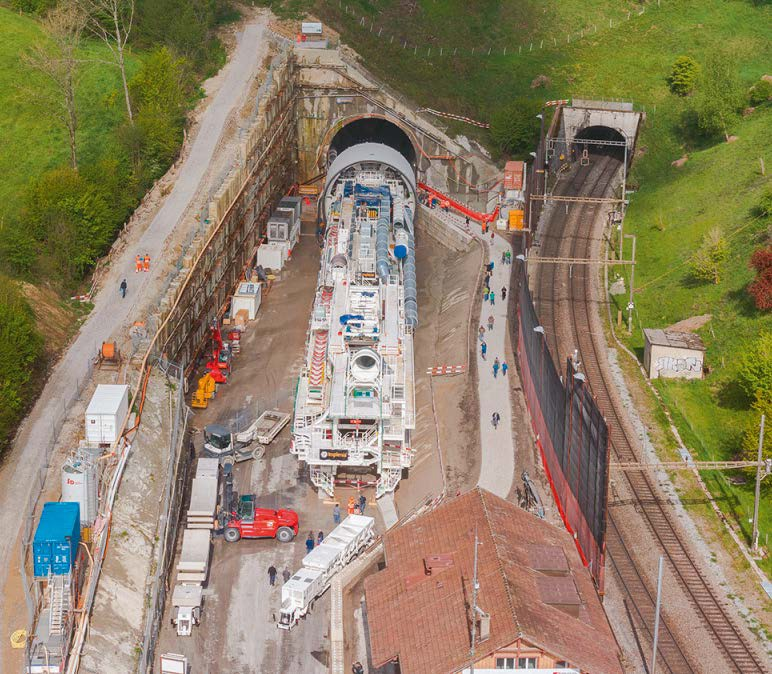
Gli scavi per la realizzazione del nuovo tunnel utilizzando una TBM a Schinznach-Dorf

L'Ufficio federale svizzero dei trasporti ha autorizzato la costruzione di un nuovo tunnel ferroviario di Bözberg parallelo a quello esistente, al costo di 350 milioni di franchi. Il portale settentrionale del nuovo tunnel si trova a Effingen e il portale meridionale a Schinznach-Dorf. Nel corso del mese di luglio 2015 è stato affidato a Implenia l'appalto per la realizzazione della nuova galleria e delle eventuali opere connesse. I lavori preparatori sono iniziati nell'ottobre 2015.
La costruzione del nuovo tunnel del Bözberg è iniziata il 9 marzo 2016. La maggior parte dello scavo è stata condotta dal portale meridionale utilizzando una TBM (Tunnel Boring Machine) il cui utilizzo è iniziato nel maggio 2017 dopo sette mesi di lavori di scavo convenzionali. Il materiale scavato è stato rimosso dal tunnel su rotaia, utilizzando tre treni al giorno per trasferire una media giornaliera di 1.800 tonnellate di materiale a Wildegg, dove è stato successivamente utilizzato nei lavori di restauro presso la cava di calcare di Oberegg. Notevole cura è stata posta nel minimizzare i rischi connessi all'operare in prossimità della galleria originaria, che è rimasta attiva durante tutto il processo di scavo; di conseguenza, una serie di sistemi di monitoraggio continuo erano sempre attivi in loco, insieme ai preparativi per l'evacuazione di emergenza. Per una maggiore protezione durante gli ultimi 60 metri di perforazione della TBM, è stato installato un muro di protezione temporaneo nel tunnel originale.
Il progresso all'interno del tunnel è stato relativamente costante, nonostante la geologia variabile lungo il suo percorso; la velocità di avanzamento raggiungeva talvolta i 40 metri al giorno, raggiunti da squadre che lavoravano giornalmente in due turni di otto ore ciascuno. Il rivestimento della galleria differisce lungo la sua lunghezza, in quanto solo alcune zone hanno richiesto misure di impermeabilizzazione complete; il rivestimento interno è stato fortemente rinforzato per resistere al rigonfiamento del terreno circostante oltre alla pressione dell'acqua. Nel mese di novembre 2019 sono iniziati i lavori per la posa del binario, che è sostenuto da traversine del tipo a lastre. Il 6 febbraio 2020 è stata posata l'ultima traversina, segnando un'importante pietra miliare nel processo di realizzazione del tunnel.
Alla fine di ottobre del 2020 la nuova linea tra Effingen e Schinznach Dorf è stata aperta al traffico solo su una corsia invece che su due e, dalle ore 12 del 6 novembre 2020 entrambe le corsie del nuovo tunnel a doppio binario del Bözberg sono a disposizione dei treni che hanno potuto iniziare a percorrere il nuovo tunnel nei due sensi di marcia.
Il vecchio tunnel ferroviario è stato chiuso e convertito in cunicolo di servizio e di soccorso; sono stati smantellati i binari e la linea aerea erealizzata una strada asfaltata al posto dei binari e completati i cinque collegamenti trasversali tra il nuovo e il vecchio tunnel.
Le due pareti della nuova galleria sono dotate di corrimano illuminato e i cinque collegamenti trasversali tra il nuovo e il vecchio tunnel sono muniti rispettivamente di due locali tecnici identici tra loro, dotati tra l'altro di impianto antincendio, di un sistema di controllo del corrimano illuminato e di un collegamento al sistema di controllo FFS. Se all'interno del tunnel del Bözberg si verifica un incidente, il corrimano illuminato conduce i passeggeri verso le uscite di sicurezza, dotate di porte di emergenza e da lì i passeggeri accedono attraverso i collegamenti trasversali all'interno del vecchio tunnel del Bözberg, che ora funge da cunicolo di soccorso. Su entrambi gli ingressi del vecchio tunnel è presente un altro grande impianto di ventilazione, che genera, all'interno del cunicolo di servizio e di soccorso una sovrappressione, che garantisce che la via di fuga resti libera da fumo e che i passeggeri riescano a uscire in sicurezza dal tunnel.